# ピエール・サンカン
ピエール・サンカン（Pierre Sancan, 1916年10月24日 - 2008年10月20日）は、フランスのピアニスト、作曲家、指揮者。パリ国立音楽院で教鞭をとり、ジャン＝フィリップ・コラールなどを指導したことで知られる。

## 略歴
フランスのマザメに生まれた。父親の転勤に伴い、モロッコに移住、同地のメクネス音楽学校に通ってピアノを習う。1932年にフランスに戻り、パリ国立音楽院でノエル・ガロン（フーガ）やシャルル・ミュンシュ（指揮）、アンリ・ビュッセル（作曲）などに師事。1943年には『イカロスの伝説』でローマ大賞を受賞した。
また、1946年にパリのコンサートホールであるサル・ガヴォでリサイタルを行ったのを皮切りに、ピアニストとしても名が知られるようになった。1952年にはアメリカでコンサートツアーを敢行している
1956年に、イヴ・ナットの死を受けて、空いたポストに入る形でパリ国立音楽院の教授となった。門下生にはジャン＝フィリップ・コラールやオリヴィエ・ギャルドン、ミシェル・ベロフ、ジャック・ルヴィエ、ジャン＝マルク・サヴェリJean-Marc Savelli   、アチ・ベルトンチェリ、ジャン＝フランソワ・アントニオーリ、窪田隆、などがいる。
在学中から作曲家としても作品を残しているが、まとまった作品集はリリースされていない。2004年には門下生のコラールによって、ピアノ協奏曲が世界初録音され、EMIから発売された。
2008年10月20日、パリで死去。

## 作品

### 協奏曲
- ピアノ協奏曲（1959年）

### 室内楽曲
- フルートとピアノのためのソナチネ（1946年）
- ヴィオラソナタ（1961年）
- チェロソナタ（1961年）

### ピアノ曲
- トッカータ（1943年）
- 運動　Mouvement
- オルゴール　Music Box